# Tita Ruggeri
Tita Ruggeri (Bologna, 21 novembre 1957) è un'attrice italiana.

## Produzioni Teatrali
- Atipica, di Corinna Rinaldi e Tita Ruggeri (2004)
- La donna imperfetta, di Corinna Rinaldi e Tita Ruggeri (2005)
- Tita e le altre, ideato da Corinna Rinaldi e Tita Ruggeri (2006)
- Cipolla, di Corinna Rinaldi e Tita Ruggeri (2007)
- Sabatini Maria, detta Marietta, di Sara Olivieri, in collaborazione con Casa Artusi (2015)
- Bidone, un finto monologo, scritto e diretto da Luisa Grosso (2016)
- Amor Mio, letture e canzoni con Dina Moe and The Slowmen (2017)
- Aria Fresca,  con Les Triplettes de Belleville (2017)
- Joni Mitchell - la musa sfuggente, regia di Angela Malfitano (2019)
- Retrovie, scritto con Loredana D'Emelio, con Les Triplettes de Belleville (2018 - in tour)

### Partecipazioni
- Sonata Sinfonietta, regia di Enor Silvani (1981)
- Superfaust, regia di Enor Silvani (1983)
- Scollatissime  (1984)
- Macchie di giallo (1985)
- Chi ha visto Biancaneve? (1985)
- Mario (1986)
- Mosca Cieca, regia di Daniele Sala (1990)
- L'appuntamento, regia di Marco Cavicchioli (1990)
- Puccini Horror Comix Show, regia di Daniele Sala (1992)
- Puccini Music Comix Show, regia di Daniele Sala (1993)
- Salone Meraviglia, regia di Daniele Sala (1994-1995)
- Forbici follia, regia di Gianni Williams (1996, 2005-2006)
- Il risveglio di Re Tamarro, regia di Daniele Sala (2001)
- I monologhi della vagina, regia di Emanuela Giordano (2001)
- V-Day, regia di Emanuela Giordano (2002)
- L'assassino è il chitarrista, regia di Marcello Foschini (2002)
- Il ritorno di Re Tamarro, regia di Daniele Sala (2002)
- Violence free city (2002)
- Tormiento Sexy Circus, regia di Daniele Sala (2003)
- Good Body, regia di Giuseppe Bertolucci e Luisa Grosso (2006)
- Le cognate, regia di Andrea Adriatico (2008)

## Filmografia

### Cinema
- Per non dimenticare, regia di Massimo Martelli (1992)
- Sognando la California, regia di Carlo Vanzina (1993)
- E allora mambo!, regia di Lucio Pellegrini (1998)
- Il nostro matrimonio è in crisi, regia di Antonio Albanese (2002)
- Prima dammi un bacio, regia di Ambrogio Lo Giudice (2003)
- Bar sport, regia di Massimo Martelli (2011)
- Nobili bugie, regia di Antonio Pisu (2016)
- Mio fratello rincorre i dinosauri, regia di Stefano Cipani (2019)

### Televisione
- Una notte all'Odeon, Odeon Tv (1987)
- Sportacus, Odeon Tv (1989)
- Telemeno, Odeon Tv (1989)
- Banane, Tmc (1990)
- Il Venerdì di Banane, Tmc (1991)
- Sanremo famosi,  conduzione con Gegè Telesforo, Rai 1 (1991)
- Serata d'onore, con Marisa Laurito, Rai 2 (1992)
- Acqua calda, Rai 2 (1992-1993)
- Italia Forza, conduzione con Enzo Iacchetti, Tmc (1994)
- Saxa rubra, Rai 3 (1994)
- Ruvido Show, Rai 1 (1995)
- Via Collamarini (talk show), Nuova Rete (1996-1997)
- La Zanzara d'oro, conduzione con Enzo Iacchetti e Loretta Goggi, Rai 1 (1997)
- Il gruppo (film tv), regia di Anna Di Francisca (2002)
- Love Bugs3, Italia 1 (2007)
- Conad (pubblicità), (2009-2010)
- L'ispettore Coliandro, regia di Manetti Bros., Rai 2 (2010), episodio "666" 4x02

### Video musicali
- Piera, brano degli Statuto